# Atkinson Film-Arts
Atkinson Film-Arts était un studio d'animation canadien fondé à Ottawa en activité en entre 1974 et 1989. L'entreprise était connue pour produire la première saison des Amis Ratons.

## Filmography
- Heavy Metal
- Les Aventures de Teddy Ruxpin (1986-1987, realesed by LBS Communications and produced by DiC Audiovisuel)